# Xanthoxalis grandis
Xanthoxalis grandis là một loài thực vật có hoa trong họ Chua me đất. Loài này được (Small) Small miêu tả khoa học đầu tiên năm 1903.